# NGC 4448
NGC 4448 ist eine Balken-Spiralgalaxie mit ausgedehnten Sternentstehungsgebieten vom Hubble-Typ SB(r)ab im Sternbild Haar der Berenike am Nordsternhimmel. Sie ist schätzungsweise 29 Millionen Lichtjahre von der Milchstraße entfernt und hat einen Durchmesser von etwa 85.000 Lichtjahren.
Im selben Himmelsareal befinden sich unter anderem die Galaxien IC 3402, PGC 40900, PGC 1843133, PGC 1847234.
Das Objekt wurde am 11. April 1785 von dem Astronomen William Herschel mit Hilfe seines 18,7 Zoll-Spiegelteleskops entdeckt.